# Oskar Korsch
Oskar Ludwig Korsch (* 2. Februar 1831 in Mohrungen; † 9. Januar 1896 in Marienwerder) war ein deutscher Jurist, konservativer Abgeordneter im preußischen Landtag und Präsident des Oberlandesgerichts Marienwerder.

## Leben
Nach dem Besuch des Kneiphöfischen Gymnasium in Königsberg studierte er von Ostern 1849 bis 1852 Rechtswissenschaften in Königsberg. Während seines Studiums wurde er 1850 Mitglied der Burschenschaft Palmburgia Königsberg. Er hat der Armee als Landwehroffizier von 1853 bis 1868 angehört. 1858 wurde er Gerichtsassessor. 1859 kam er als Kreisrichter nach Mohrungen. In Königsberg ernannte man ihn 1861 zum Stadtrichter und wurde im Januar 1867 zum Stadtgerichtsrat befördert. Ende September 1867 wurde er als Kreisgerichtsdirektor nach Neidenburg und 1870 nach Bartenstein an das Kreisgericht Bartenstein versetzt. 1869/70 kam in einer Ersatzwahl als konservativer Abgeordneter in den preußischen Landtag. Am 1. Oktober 1879 wurde er Landgerichtspräsident in Bartenstein. Seit 1882 wählten ihn die Wahlmänner drei Mal in Folge als Landtagsabgeordneten für den Wahlkreis 9 Königsberg. 1887 wurde er Landgerichtspräsident am Landgericht Insterburg. 1892 ehrte man ihn mit dem Titel Geheimer Oberjustizrat. 1893 schied er aus dem Abgeordnetenhaus aus. Er wurde 1893 Präsident des Oberlandesgerichts Marienwerder und verstarb im Amt.
Er war evangelischer Christ und wurde in Provinzial- und Generalsynoden gewählt.
Sein Sohn Martin Korsch (* 1882), Rechtsanwalt und Notar, war Mitverschwörer des 20. Juli 1944.